# سعیدآباد سارانی
سعیدآباد سارانی روستایی در دهستان دوست محمد بخش مرکزی شهرستان هیرمند استان سیستان و بلوچستان ایران است.

## جمعیت
بر پایه سرشماری عمومی نفوس و مسکن در سال ۱۳۹۵ جمعیت این روستا ۳۴۴ نفر (۱۱۲خانوار) بوده‌است.